# Uwel Pierallini
Uwel Pierallini (San Giovanni Valdarno, 19 marzo 1896 – Bologna, 19 novembre 1972) è stato un arbitro di calcio italiano.

## Biografia
Socio del Modena, fu anche arbitro federale di Prima Categoria, dapprima con base a Genova e poi a Modena. Per le sue competenze calcistiche fu nominato membro della commissione tecnica del club modenese il 27 novembre 1920, all'atto dell'insediamento del presidente San Donnino (al suo secondo mandato).